# Paul Mahalin
 Antoine Paul Mahalin, né le 17 janvier 1828 à Épinal et mort à Paris 17e le 20 mars 1899, est un écrivain et journaliste français.

## Biographie
Journaliste, contributeur du journal d'Alexandre Dumas Le Mousquetaire (1865-1867), chroniqueur au Hanneton et à La Lune sous le nom d'Émile Blondet, chroniqueur théâtral au Gaulois, sous le pseudonyme de Triolet, ses pièces ont été représentées sur les plus grandes scènes parisiennes du XIXe siècle : Théâtre de l'Ambigu, Délassements-Comiques, etc.
Il utilisa également les pseudonymes P. de Trailles, Georges Fontenay, Mary Mercier et Aimé Kienné ainsi que ceux de Le Clerc de la Lune et  de Un vieil abonné.
Mort subitement d'une attaque d'apoplexie à l'âge de 71 ans, il est inhumé au cimetière de Malakoff. Paul Mahalin était le père de la comédienne Aimée de Braine.

## Œuvres
Théâtre
- 1872 : Le Carnaval de Boquillon, vaudeville en 3 actes, avec Raoul Jolly et Jules de Gastyne, au théâtre des Folies-Marigny (septembre)
- 1886 : Le Fils de Porthos, drame en 5 actes, d'après le roman de l'auteur, avec Émile Blavet, au théâtre de l'Ambigu (12 novembre)
- 1893 : Valmy, drame historique en 5 actes et 11 tableaux, musique d'Henri Senée[9], au théâtre de l'Ambigu (5 juillet)
- 1894 : Vidocq, ou la Belle Limonadière, drame en 5 actes et 8 tableaux, d'après le roman de l'auteur, avec Louis Péricaud, au théâtre de l'Ambigu (20 juillet)
- 1897 : La Reine des gueux, drame en 5 actes et 11 tableaux, d'après le roman de l'auteur, au théâtre de Belleville (7 mars)

Romans
- 1862 : Ces petites dames du théâtre
- 1862 : Les Galants de la Couronne, E. Dentu
- 1864 : Les Mémoires du bal Mabille
- 1868 : Le Bougeoir, lanterne des dames
- 1868 : Les Jolies Actrices de Paris, E. et F. Pache et M. Deffaux. Réédition, Tresse, 1878, 1884
- 1869 : Au bal masqué
- 1871 : Les Francs-tireurs, récit patriotique
- 1877 : Montretout. 19 janvier 1871, G. Decaux
- 1880 : Les Monstres de Paris, E. Dentu
- 1882 : Caprice de princesse, Tresse
- 1883 : Au bout de la lorgnette, Tresse
- 1884 : Le Fils de Porthos, L. Boulanger
- 1884 : La Reine des gueux, roman d'aventures, Tresse
- 1885 : Les Allemands chez nous, L. Boulanger
- 1885 : Le Duc rouge, roman d'aventures
- 1885 : La Filleule de Lagardère, 2 vol, Tresse et Stock
- 1885 : L'Hôtellerie sanglante, Tresse
- 1885 : Les Patriotes, avec un autographe de Paul Déroulède et un portrait en frontispice signé Émile Mas, Frinzine, Klein et Cie
- 1886 : Mmes de Cœur-Volant, E. Dentu
- 1890 : D'Artagnan, grand roman historique remplissant la période de la vie du célèbre mousquetaire qui s'étend de La Jeunesse des mousquetaires à Vingt ans après, les deux romans d'Alexandre Dumas
- 1893 : Le Roi de la Ligue, C. Lévy
- 1894 : Les Barricades, C. Lévy
- 1894 : Le Dernier Valois, C. Lévy
- 1896 : Les Aventuriers de Paris. Les jeux de la police et du hasard, Libraire illustrée
- 1896 : Le Filleul d'Aramis, Librairie illustrée
- 1896 : Mademoiselle Monte-Cristo, Librairie illustrée
- 1897 : Les Espions de Paris, Librairie illustrée
- 1897 : Les Sergents de La Rochelle, Montgrédien
- 1898 : La Fin de Chicot, Librairie illustrée
- 1899 : La Brigande, 2 vol, Montgrédien
- 1902 : Les Chevaliers du clair de lune, Jules Tallandier

## Adaptations au cinéma
- 1914 : La Belle Limonadière d'Albert Capellani